# Oblężenie Kordoby
Oblężenie Kordoby – udane oblężenie Kordoby przez wojska króla Kastylii Ferdynanda III Świętego, kończące 525-letnie muzułmańskie panowanie w tymże mieście.